# Reward
Reward je páté sólové studiové album velšské zpěvačky Cate Le Bon. Vydáno bylo v květnu roku 2019 společností Mexican Summer. Spolu se zpěvačkou jej produkovali Samur Khouja a Josiah Steinbrick a dále se na desce podíleli například H. Hawkline, Josh Klinghoffer a Kurt Vile. Album obsahuje například píseň „Home to You“, ke které vznikl i videoklip. Ten byl natočen na romském sídlišti Luník IX ve slovenských Košicích. Album se umístilo na 86. příčce Britské albové hitparády. Úspěchu se mu dostalo i ve Spojených státech amerických, kde mj. dosáhlo osmé příčky hitparády Top Heatseekers časopisu Billboard. Album bylo nominováno na cenu Mercury Prize.

## Seznam skladeb
1. Miami – 5:17
2. Daylight Matters – 4:18
3. Home to You – 5:27
4. Mother's Mother's Magazines – 4:17
5. Here It Comes Again – 3:24
6. Sad Nudes – 3:08
7. The Light – 4:51
8. Magnificent Gestures – 5:00
9. You Don't Love Me – 3:06
10. Meet the Man – 3:55

## Obsazení
- Cate Le Bon – zpěv, kytara, klavír, mellotron, syntezátor, perkuse
- H. Hawkline – kytara
- Josh Klinghoffer – kytara, syntezátor
- Samur Khouja – kytara
- Stephen Black – saxofon, baskytara, klarinet
- Stella Mozgawa – bicí, perkuse
- Josiah Steinbrick – syntezátor, perkuse
- Kurt Vile – zpěv